# Euphanerops longaevus
Euphanerops longaevus è un vertebrato marino estinto, di incerta collocazione sistematica. Visse nel Devoniano superiore (circa 370 milioni di anni fa) e i suoi resti fossili sono stati ritrovati in Canada.

## Descrizione
Questo animale era di piccole dimensioni, e solitamente non arrivava ai 20 centimetri di lunghezza. Il corpo era privo di pinne pettorali, mentre la coda era profondamente ipocerca; recenti ricerche mostrano che Euphanerops, al contrario di ogni altro vertebrato conosciuto, era dotato di due pinne anali appaiate (Sansom et al., 2013). Un'altra caratteristica rilevante di Euphanerops era data dall'enorme numero di aperture branchiali, circa 30 per lato; un numero, questo, molto superiore a quello delle attuali lamprede, che ne hanno 7 per lato. 
La testa era dotata di una bocca priva di mascelle e denti, e di due grandi occhi. Come altri agnati, Euphanerops era dotato di uno scheletro cartilagineo; recenti studi al microscopio hanno rivelato che le strutture cartilaginee avevano iniziato a calcificarsi in alcuni esemplari adulti. La maniera in cui queste cartilagini stavano via via ossificandosi è piuttosto insolita, e richiama la cartilagine delle lamprede attuali che, in laboratorio, può essere calcificata con mezzi artificiali. 

## Classificazione
Euphanerops longaevus venne descritto per la prima volta da Arthur Smith Woodward nel 1900, sulla base di un fossile proveniente dalla Escuminac Formation nella zona di Miguasha, in Quebec (Canada). L'assenza di pinne pettorali appaiate e la cattiva conservazione dell'olotipo resero difficile la ricostruzione dell'animale: lo stesso Smith Woodward ricostruì Euphanerops al contrario, con tanto di pinna caudale epicerca (anziché ipocerca) e con una pinna dorsale anziché quella anale. Più di un secolo dopo, l'animale venne ridescritto in modo corretto: la pinna caudale era insolitamente simile a quella di un gruppo di agnati corazzati, gli anaspidi, e per questo motivo Euphanerops venne attribuito a questo gruppo. Successivi studi hanno indicato che questo animale non era strettamente imparentato con i veri anaspidi né con le lamprede, ma potrebbe essere invece stato vicino all'origine dei vertebrati dotati di mascelle (gnatostomi). 
Altri due pesci agnati provenienti dalla stessa formazione, Endeiolepis e Legrendelepis, sono stati in seguito riconosciuti come esemplari di Euphanerops. Un animale assai simile, e probabilmente ancestrale rispetto a Euphanerops, è l'antico Ciderius del Siluriano inferiore della Scozia.

## Paleobiologia
L'insolita morfologia di Euphanerops rende difficile ipotizzare il suo stile di vita. L'apparato branchiale estremamente lungo (il più lungo di qualsiasi vertebrato) indicherebbe una significativa ridistribuzione degli organi interni, e probabilmente questa specializzazione estrema era un adattamento alla vita in acque povere di ossigeno, come quelle presenti nell'estuario di Miguasha nel Devoniano superiore. La presenza di due pinne anali appaiate, caso unico tra i vertebrati, potrebbe aver determinato un tipo di movimento completamente diverso da quello di altri pesci agnati.

## Significato dei fossili
La scoperta della presenza di pinne anali pari in Euphanerops ha portato alla riconsiderazione dell'evoluzione delle pinne nei vertebrati. Dal momento che le pinne pari anali di Euphanerops non sono omologhe delle pinne pari (pettorali e pelviche) degli altri vertebrati, non è chiaro come si siano evolute le pinne pari di tipo "classico", quelle che poi si sarebbero sviluppate negli arti dei tetrapodi. Secondo Sansom e colleghi (2013) gli scenari evolutivi potrebbero essere stati due: nel primo, le pinne pari apparvero in maniera indipendente in gruppi diversi e non strettamente imparentati fra loro; nel secondo vi sarebbe stata un'origine comune per tutte le pinne pari e, solo in seguito, vi sarebbero stati vari episodi di perdita dell'uno o dell'altro paio.
La presenza di un paio di pinne anali in Euphanerops, inoltre, supporterebbe una plasticità morfologica nei primi vertebrati, con vari tentativi di soluzioni anatomiche diverse, e non con un'evoluzione graduale verso la forma "classica" con pinne pelviche e pinne pettorali appaiate (Sansom et al., 2013). 